# Mike McLean
Mike McLean, född 9 april 1970, är en friidrottare från Kanada. Han deltog vid olympiska sommarspelen 1992.